# 강북구립 청소년 오케스트라
강북구립 청소년 오케스트라(Gangbuk Municipal Youth Philharmonic Orchestra)는 대한민국의 청소년 교향악단이다.
강북문화재단에서 운영 및 관리중이며, 강북진달래홀 및 강북문화예술회관에서 주요무대를 펼치고 있다.

## 연혁
2005년 5월에 '강북구 청소년 오케스트라'이라는 이름으로 창단되었고, 10월 25일에 창단 연주회를 개최했다.
2005년 7월에 '강북구립 청소년 오케스트라' 로 개칭 및 승격되었으며, 초대 최정필(2003-2005, 전 과천시향 음악감독)과 이건수(2005-, 전 서울시향)가 차례로 상임지휘자를 역임했다.

강북구 소재 학교에 재학 중이거나 강북구에 거주하는 청소년을 대상으로 정기적인 오디션을 거쳐 단원을 선발하고 있으며, 강북문화재단에서 구립예술단체를 운영중이다.
2023년 현재까지 이건수가 상임지휘자직을 맡고 있다.

## 활동
신년음악회, 정기연주회외에 기획연주, 해설이 있는 음악회, 단원 기량 향상을 위한 향상음악회와 협주음악회, 실내악연주회, 음악캠프, 해외공연 등을 개최하고 있고,
최근에는 강북구립 청소년 오케스트라의 수석진들이 출연하는 강북구의 큰 이슈로 떠올랐던, 김신조 사건 이후 민간인의 출입이 통제되었던 아름다운 생태가 그대로 보존된 우이령 길의 재개통을 염원하는 우이령 산상음악회의 성공적인 개최로 우이령 길을 민간에 선보이고, 지역 문화의 저변을 확대한 대표적인 청소년 문화 육성사업의 성공 케이스로 떠오르고 있다.